# Humedal Jaboque
El humedal Jaboque es un humedal de Bogotá, situado en el occidente de la ciudad, entre el aeropuerto El Dorado y la autopista Medellín en la localidad de Engativa.
Limita con el río Bogotá y la Avenida Cundinamarca. Se extiende desde la cuenca del río Juan Amarillo y la meseta del aeropuerto el dorado. Este humedal, junto a los ecosistemas de Juan Amarillo y Córdoba, forma parte del diseño paisajístico de la zona de Ronda.
En lengua de los Muiscas, Jaboque puede significar "Tierra de Abundancia", el humedal cuenta con un observatorio astronómico, monolitos que dispusieron los Muiscas en cercanía al Río Bogotá.
El Parque Ecológico Distrital de Humedal (PEDH) Jaboque donde se encuentra, cuenta con la máxima certificación ambiental a nivel mundial RAMSAR, siendo parte de la Estructura Ecológica Principal de Bogotá.

## Flora

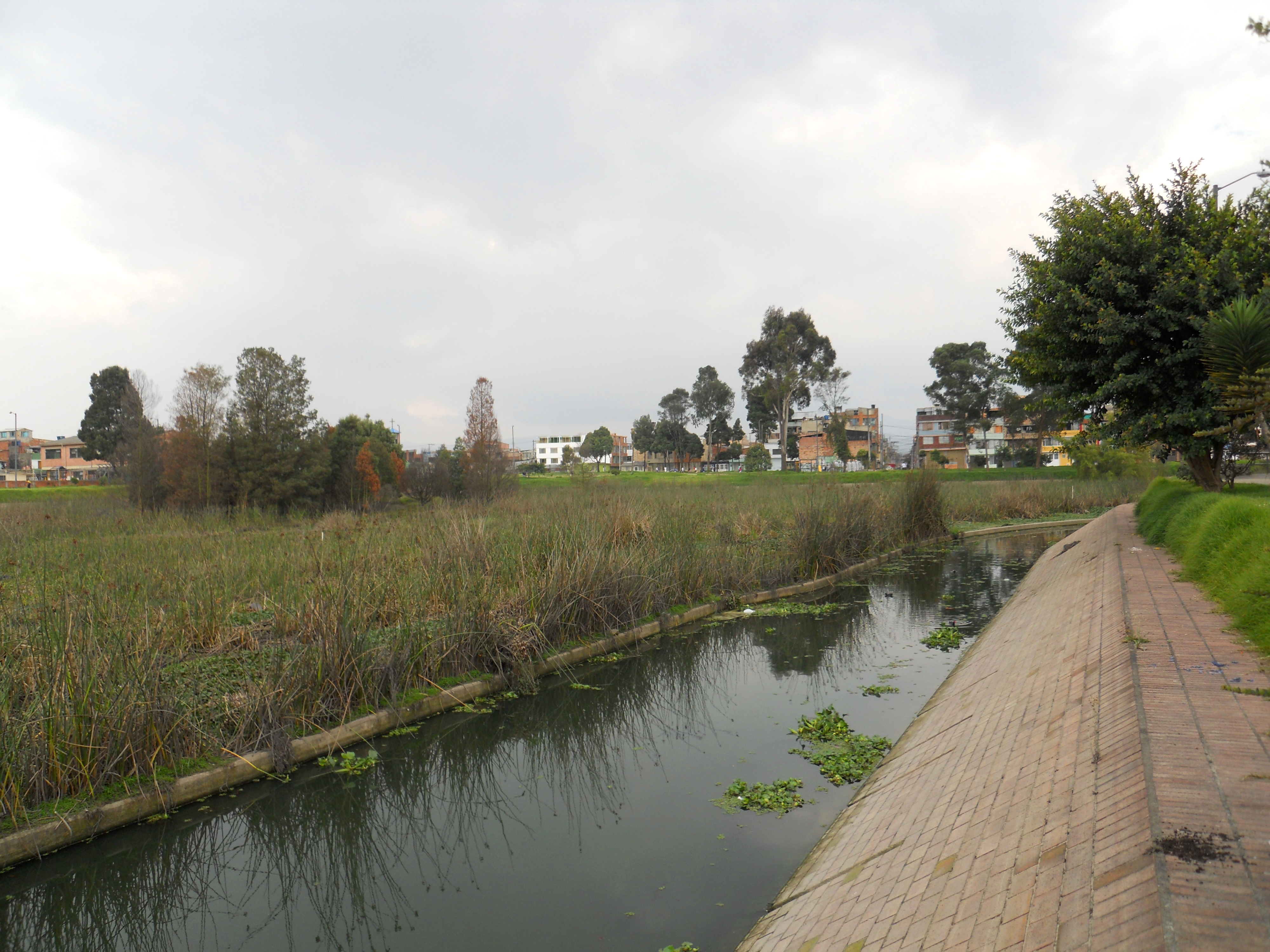
Ronda del humedal de Jaboque.

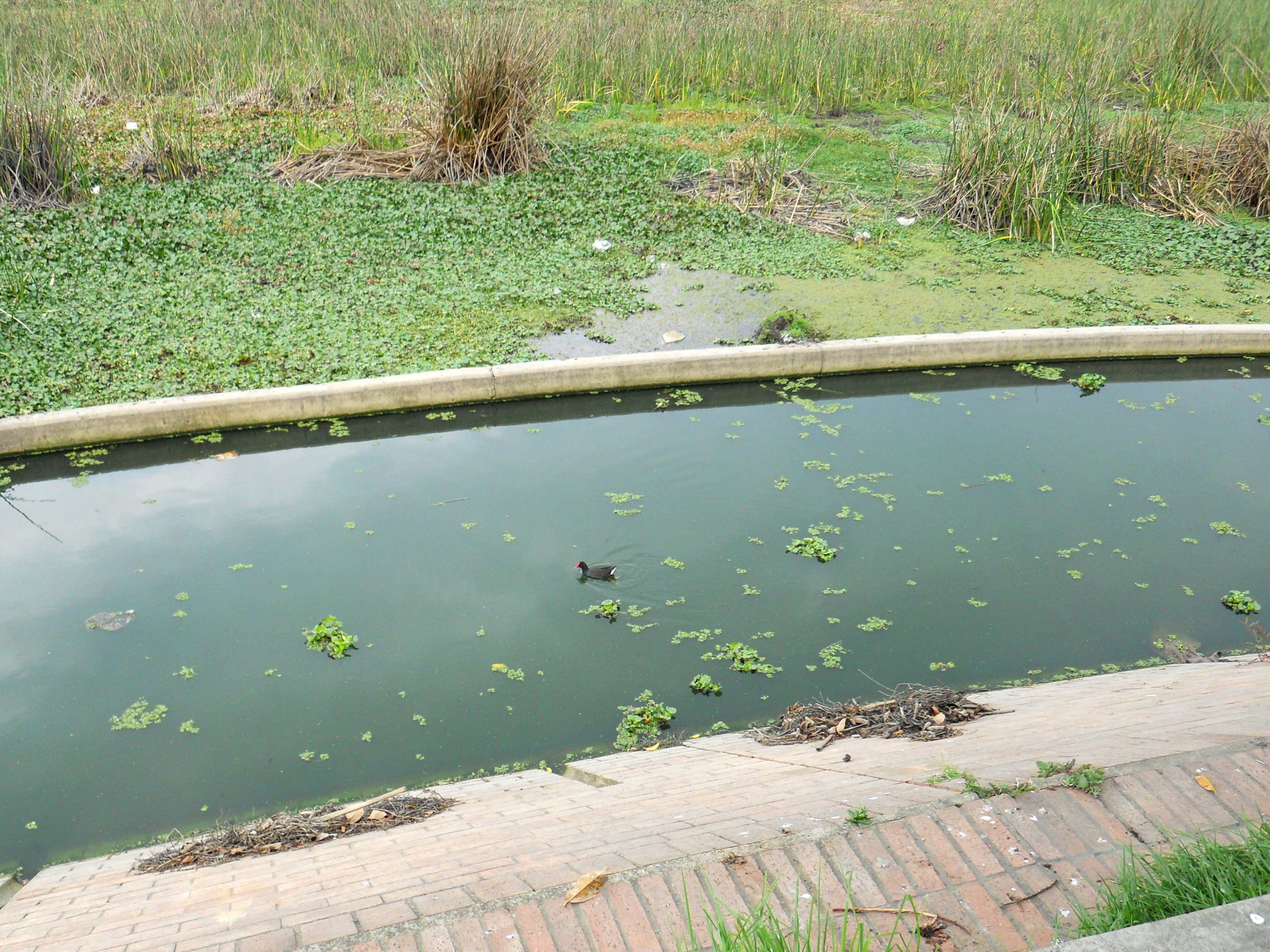
Tingua de pico rojo en el Humedal junto a especies de lemnoideae.

Hoy en día el ecosistema no presenta una vegetación propia ya que el humedal se encuentra invadido por construcciones ilegales. Además la arborización ha quedado reducida a pocos árboles de Acacias y Eucaliptos. La vegetación acuática que se puede observar se encuentra los juncos, cortaderas, eneas, buchón y lenteja de agua.
| Nombre          | Especie             | Imagen |
| --------------- | ------------------- | ------ |
| Acacia          | Fabaceae            |        |
| Eucalipto       | Eucalyptus          |        |
| Juncos          | Juncaceae           |        |
| Cortaderas      | Cortaderia selloana |        |
| Lenteja de agua | Lemnoideae          |        |

## Fauna

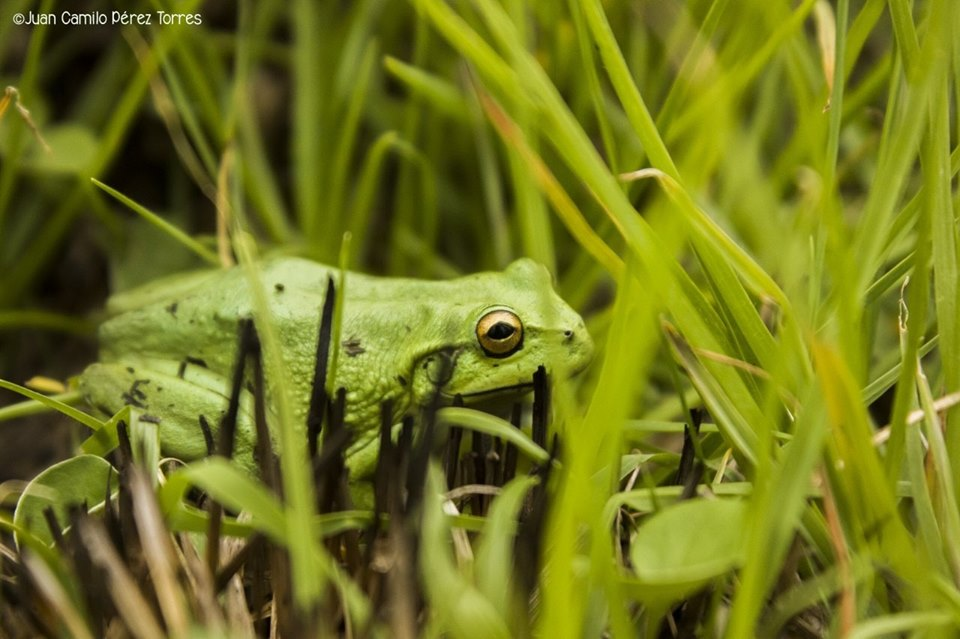
Rana sabanera (Dendropsophus labialis).

Se registra alta presencia de variedad de especies de aves, entre ellas se encuentran: garzas blancas y grises, patos turrios y canadienses, cardenales, tinguas, periquitos de anteojos, caicas, atrapamoscas y chorlitos. Entre los mamíferos se encuentra los curís, faras rojas (didelphis marsupialis), ardillas (sciurus granatensis) y comadrejas (mustela frenata). También se encuentran otras especies como la Rana sabanera (Dendropsophus labialis) y la culebra sabanera (atractus crassicaudatus).

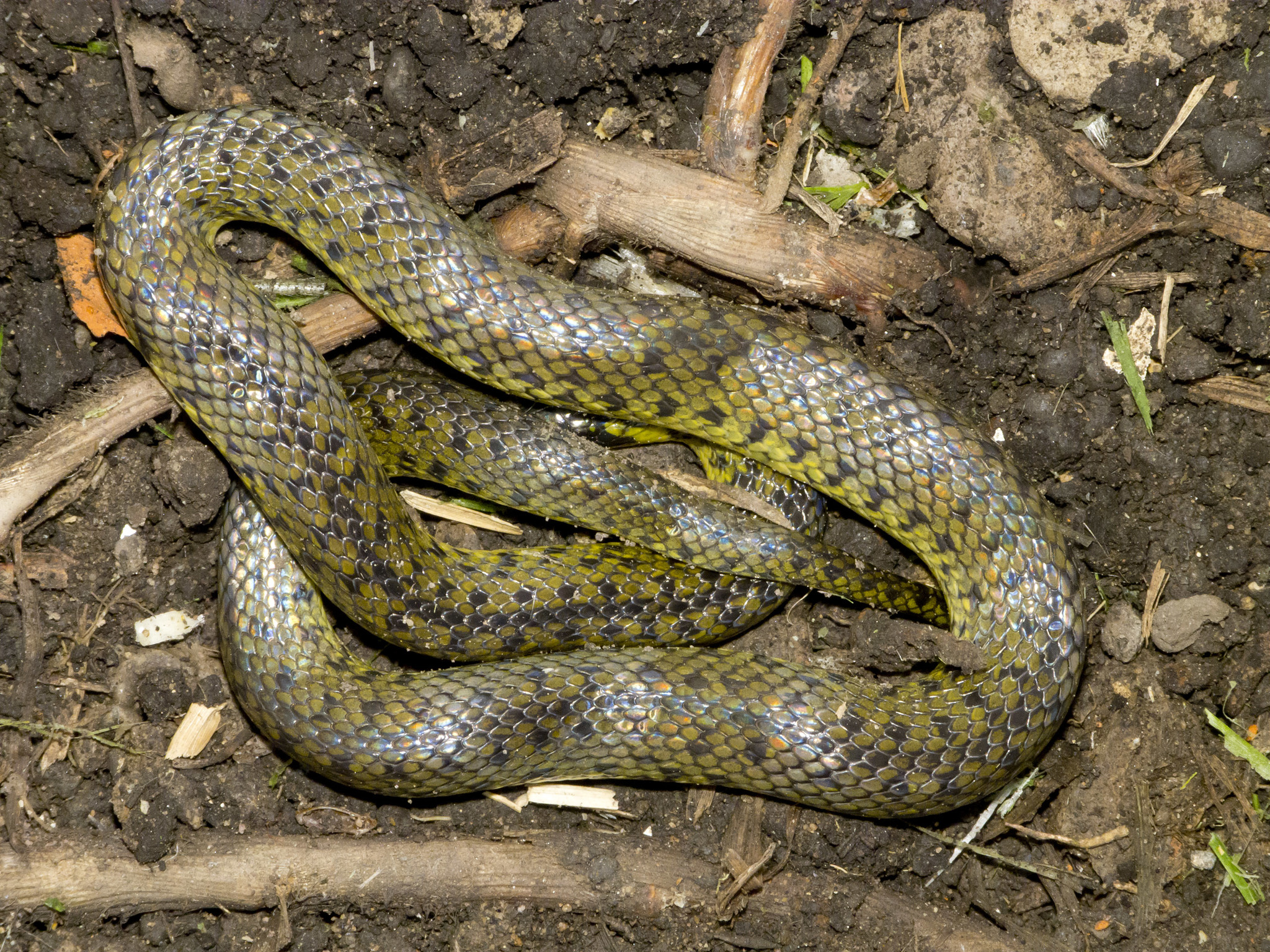
Culebra sabanera (atractus crassicaudatus).

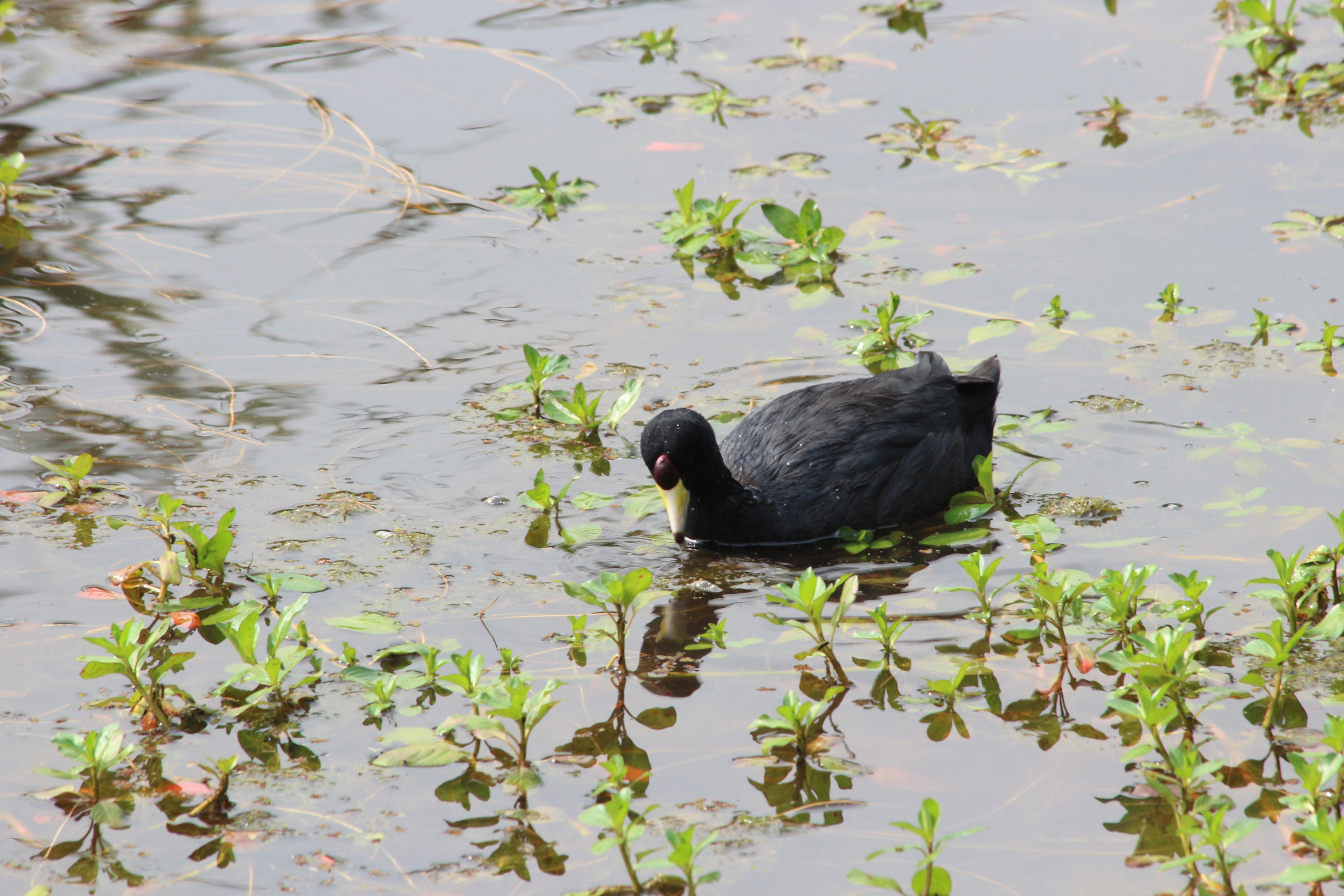
Tingua de pico amarillo.

## Historia
El Humedal Jaboque es reconocido por sus monolitos prehispánicos, lo que lo convierte en un humedal de gran interés arqueológico. Los muiscas, al igual que otras culturas indígenas de América, empleaban estos monolitos como puntos de referencia para determinar los momentos propicios para la siembra y la cosecha. Sin embargo, debido a que la sabana solía estar inundada, ponían un énfasis especial en identificar el inicio de las temporadas secas, lo que les permitía cultivar productos más resistentes como el maíz y la papa.
Dentro de sus intervenciones para reducir la contaminación de la zona, se construyó una red de alcantarillados local en las 18 urbanizaciones aledañas como los interceptores de Jaboque, Bosque de Mariana, Laureles, Marandú y Roldán.
Se ha identificado que el principal inconveniente en el proceso de rescate del ecosistema es la alta presencia de material orgánico provenientes de los vertientes de aguas residuales. Causa altos niveles de eutrofización además de sedimentar sus cuerpos de agua.
Este humedal fue declarado Parque Ecológico Distrital de Humedal mediante el Decreto 190 de 2004 dentro del Plan de Ordenamiento Territorial donde también se establece el régimen de usos para este ecosistema.